# 외향성과 내향성
외향성과 내향성은 카를 구스타프 융에 의해 정의된 마음의 에너지 방향을 말한다. 외향성(extraversion)은 학문적보다 일반적으로 흔히 '사교적'으로 알려진 것으로 관심과 에너지가 외부로 향하는 것이며, 내향성(introversion)은 주로 '내성적'으로 알려진 것으로 관심과 에너지가 내부로 향하는 것을 말한다. 편견과 달리 소심성은 관련성이 적다.
이들도 분류가 다른 사람들이 있고 지성이 있어서 꼭 그렇지는 않으나 외향성은 고위험·고수익을 추구하는 성향을 가진 사람들이 상대적으로 더 많으며, 내향성은 일단 저위험을 추구하는 성향이 있다. 자신을 소중히 여기는 일에 있어서도 내향성자가 자신을 더 소중하게 생각하는 경향이 있다고 한다. 외향성자들은 객관성이 강해서 자신이 가진 목숨의 가치가 별로 대단한 것 같지 않으면 생각보다 아무렇지 않게 목숨을 거는 사람들이 많다.
칼 융 계통에 의하면 심리학적 분류는 다음과 같다.

## 외향적 직관
이들은 객관적이면서도 일종의 모험이나 탐험을 즐기는 사람들이다. 외향적 사고와 비슷하게 보일 수도 있으나 이들은 그들과 달리 사실을 충분히 알지 못한 상태에서도 직관적으로 행동하길 즐긴다. 
새로운 것을 탐험하고 가능성을 탐구하길 좋아하며 칼 융에 의하면 외부의 잠재력에 주목하는 사람들로 분류된다. 그러나 별로 감성적이지 않고 계산적인 성향이라 심지어 자신이 잠재력을 높게 평가한 외부에 대해서도 쉽게 착취나 폭력을 행사할 수도 있다. 도덕이나 전통을 가볍게 여기기 쉬운 성향이며 위험하거나 불안정한 상태를 두려워 하지 않기 때문에 탐험가가 아니라 정복자로서 행동할 수도 있다고 한다.

## 내향적 직관
익숙하고 고정된 현실을 싫어하는 사람들이며 반항적이거나 몽상가 기질이 있다. 자신만의 세상을 가지고 있으며 혼자 만족하거나 때로는 그것을 현실에서 실현하려고 하기도 한다. 이들은 타인이나 세계를 살피는 일에는 별로 관심이 없으며 개인 관계에 약하다. 그런 것보다는 자신의 내적 직관성을 더 추구한다.
칼 융 시절에도 사람들로부터 버림받기 쉽다고 주장되었으나 그들의 세계관이 컬트적인 인기를 얻을 수도 있어서 의외로 기업가나 종교적 지도자에 어울릴 수도 있다고 한다. 물론 일이 잘 풀리지 않으면 주변 사람들로부터 사이비나 괴짜 취급을 받을 수도 있다.

## 외향적 사고
외부 관찰을 즐기며 현실적인 사고와 논리를 선호한다. 현실이나 사실을 선호하여 그 자료를 바탕으로 자신 혹은 타인에게도 적용할 수 있는 논리나 법칙을 세우기도 한다. 자신이 사실이라 믿는 것을 바탕으로 하기 때문에 자신의 생각에 대해 강한 확신을 가지고 있어 그들이 사실이라 믿는 사고와 일치하지 않는 것들을 억압하거나 거부할 수도 있으며 독재적이거나 반대로 혁명가적인 사람이 될 수도 있다고 한다. 물론 이 유형에 해당하는 사람들 대부분 독재자나 혁명가보다 책략가에 가깝다.
타인과 사물, 세계를 충분히 조사하거나 분석하는 성향이 있으며 직관보다는 관찰이나 통계 등에 의존한다. 칼 융의 분류로는 객관성과 자료를 바탕으로 판단하는 유형이다. 감성에 따라 행동하길 별로 좋아하지 않아 논리나 계산에 따라서 행동한다고 한다.

## 내향적 사고
외부의 현실이나 사실보다 이상적이거나 내면 세계의 개념에 더 많은 관심을 갖는다. 이 사람들은 그게 무엇이든 마음대로 생각하는 것을 좋아하고 자신이 생각한 이론들을 체계적으로 구축하길 즐기나 그것에 불리한 생각이나 사실들을 받아들이기 꺼린다. 물론 본인이 구축한 이론이 개방성, 수용성이 강하면 아니다.
사람에 대한 관계 역시 이들의 이론에 따라 중요성이 다르며 관계 자체를 거부하고 세계로부터 단절을 결심할 수도 있으나 그 반대일 수도 있다. 학자적 기질이 있으며 편견과 달리 교사 같은 직업의 적합성이 가장 뛰어난 편으로 여겨진다. 외향성에서 교사의 자질이 있는 유형은 본인들이 그런 것들을 꺼리며 반대로 좋아하는 유형은 성향상 특수한 경우를 제외하면 자질이 없기 때문이다.

## 외향적 감정
이 사람들은 주변 세계에 잘 순응하며 사람들과 잘 어울린다. 감정적이고 외부에서 위안을 찾기 때문에 관계를 중시하며 타인의 성공이나 실패를 축하하거나 위로하는 일에 관심을 갖는다. 이들은 성향상 매력적일 수 있으며 사교적인 성향이다. 그러나 타인에게 착취나 이용을 당하기 쉽다.
이들은 가족은 물론 타인에 대해서도 남들이 이해하거나 공감하기 힘든 강한 의무감이 있을 수 있으며 희생적 성향도 있다. 그러나 이런 과정에서 이들이 억압하는 어두운 감정은 연인을 향한 광신적인 애정만이 아니라 원수를 향한 폭력으로 변할 수도 있다. 따라서 착취당하지 않으면서도 사교적인 직업이 좋다.

## 내향적 감정
다른 사람들보다 자신을 매우 소중하게 여긴다. 이들이 친구를 사귀는 기준은 자신이며 따라서 자신에게 적합한 소수의 친밀한 친구들을 선호하는 경향이 있고 때로는 친구보다 숭배자들을 구하기도 한다. 감정적이라 연기에 능숙하지 않을 수 있으나 특유의 기질 때문에 뛰어난 연기자인 사람들도 많다.
이들은 자신이 생각하는 자신의 이미지를 감정적으로 중시하는 편이며 심지어 가족이나 타인들에게도 이미지를 부여하고 강요할 수 있다. 그리고 이를 위해서 본성을 숨긴 가면을 쓰고 심지어 위선자가 되기도 한다. 그러나 이득이나 악한 목적을 가진 위선과는 다르게 주로 자신의 이미지를 위한 것이다. 따라서 감정적으로 자신과 강하게 결합한 가면이 깨지면 엄청난 충격을 받거나 차라리 죽음을 선택하기도 한다. 이런 가면을 유아적으로 보는 사람들도 있지만 가면 자체가 이 사람들의 본질이자 삶의 원동력인 경우가 많아 섣불리 벗기려고 하는 행위는 오히려 역효과가 나올 수도 있다. 이미지를 유지하기 쉬운 사무직 같은 게 어울리는 직업이라고 한다.

## 외향적 감각
객관적인 감각을 중시하고 본능적이며 투명하다. 감각적으로 얻을 수 있는 구체적이거나 실용적인 개념 혹은 쾌락에 관심을 갖는다. 일상의 흔한 작업이나 운동, 생활에 능숙할 수 있으며 성적 행위나 폭행처럼 타인과 함께 할 수 있는 욕망을 선호하거나 적극적으로 시도하는 성향이 있다. 이는 피학적인 성애를 가진 사람도 마찬가지이다.
현실을 본능적이고 투명하게 인식하기 때문에 의외로 적응력이나 기회주의적 능력이 뛰어난 측면이 있을 수 있으며 쾌락과 의식주만 보장된다면 군대나 감옥 같은 곳에서도 상당히 잘 적응하여 생활하기에 실무직이나 병사의 자질이 있다. 순수하게 현실적인 감각을 추구하기 때문에 편견보다 강한 생존 능력과 저력이 있다고 한다. 그러나 지나치게 적극적이거나 공격적인 성향을 발휘할 수 있으며 외적인 요소에 지나치게 영향을 많이 받을 수 있다.

## 내향적 감각
주관적인 감각을 중시하며 이를 위해서 외부의 시선을 무시할 수도 있다. 추상적이고 탐미적인 감각을 선호하는 경향이 강하며 이를 위해서 마약 등을 사용하기도 하며 이를 통해 환상과 신비의 세계 혹은 인간이나 사물의 새로운 면을 경험하고 그 감각을 그림이나 음악으로 표현하는 취향을 가질 수도 있으며 예술가의 기질이 있다.
타인과는 거리를 두고 자기 안으로 파고들어서 온갖 감각을 탐닉하길 좋아한다. 겉보기와 달리 어두운 욕망을 숭배하거나 타인에 대해 가학적인 욕망을 가진 사람들도 있다. 그러나 외부와의 접촉이 없는 쾌락을 선호하는 성향이 외향적 감각보다 강해서 타인에 대한 적극적인 노력이나 시도는 잘 하지 않으며 자신의 욕망을 밝히는 것도 꺼리는 편이다. 하지만 문학이나 예술, 인터넷을 통하여 자신의 욕망을 표현하는 사람들도 있다. 

## 같이 보기
- 분석심리학
- 5가지 성격 특성 요소
- 성격심리학
- 특성이론

1. ↑  https://www.christiantoday.co.kr/news/297224